# آب گرم کن خورشیدی

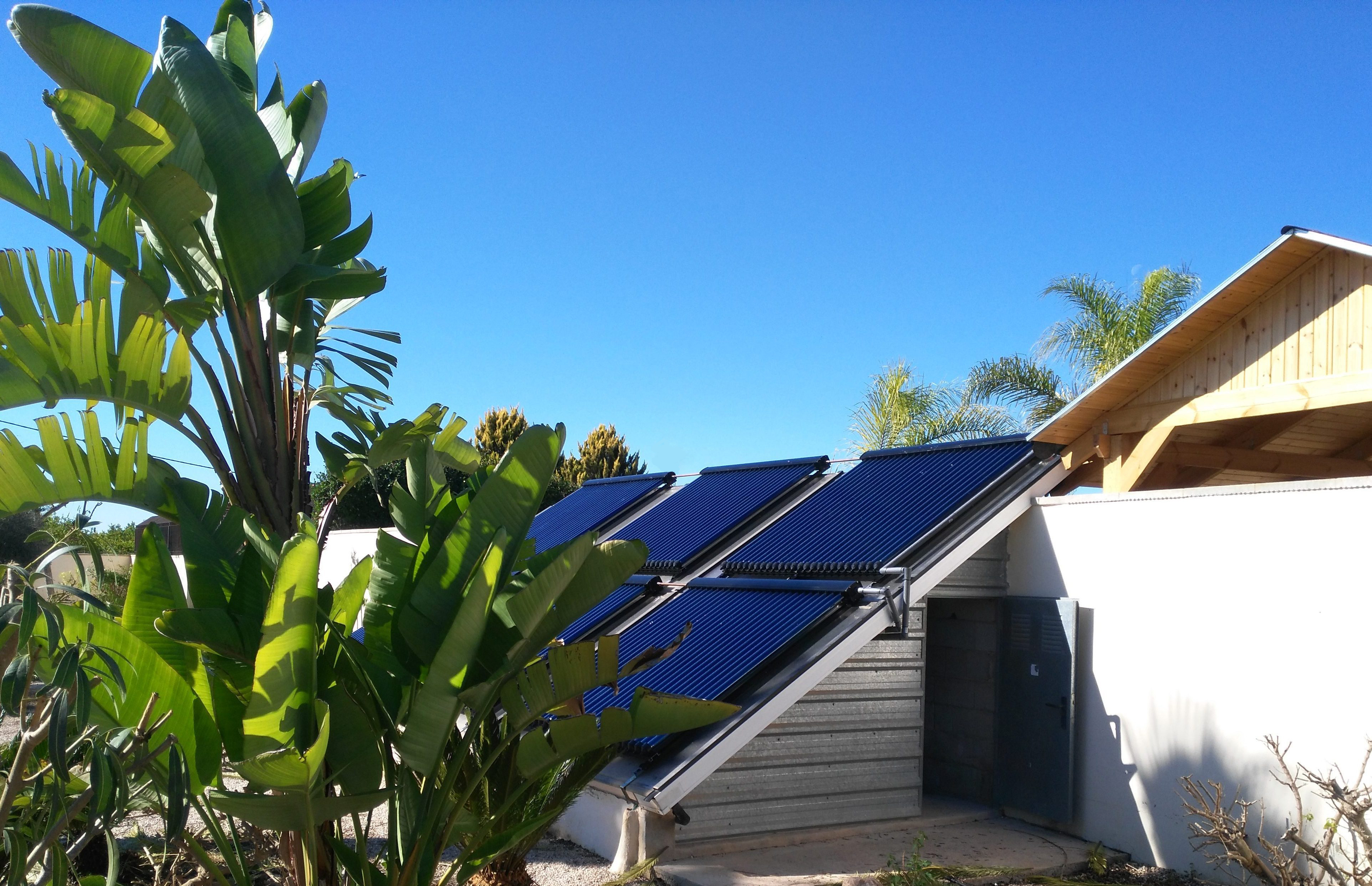
نصب کلکتورهای آب خورشیدی در اسپانیا

آب گرمایش خورشیدی (SWH) آب را با نور خورشید با استفاده از یک کلکتور گرمایی خورشیدی گرم می‌کند. انواع مختلفی از این نوع آبگرمکن با توجه به شرایط اقلیمی وجود دارد. این آبگرمکن‌ها به‌طور گسترده برای مصارف مسکونی و برخی از کاربردهای صنعتی استفاده می‌شوند.
در تأسیسات در مقیاس بزرگ، آینه‌ها ممکن است نور خورشید را در یک کلکتور کوچکتر متمرکز کنند.
از سال ۲۰۱۷، ظرفیت حرارتی آب گرم خورشیدی ۴۷۲ گیگاوات است و بازار آن تحت سلطه چین، ایالات متحده و ترکیه است. باربادوس، اتریش، قبرس، اسرائیل و یونان کشورهای پیشرو از نظر ظرفیت برای هر نفر هستند.

## تاریخچه
تاریخچه این نوع آبگرمکن در ایالات متحده به قبل از سال ۱۹۰۰ مربوط می‌شود، که شامل یک مخزن سیاه رنگ نصب شده بر روی سقف است. فرانک شومان اولین نیروگاه حرارتی خورشیدی جهان را در معادی مصر با استفاده از پارابولیک برای نیرو دادن به یک موتور ۶۰ تا ۷۰ اسب بخار (۴۵ تا ۵۲ کیلووات) که ۶٬۰۰۰ گالون آمریکایی (۲۳٬۰۰۰ لیتر)) پمپاژ می‌کرد، ساخت.